# トム・ホーン
トーマス・“トム”・ホーン・ジュニア（Thomas "Tom" Horn Jr、1860年11月21日 - 1903年11月20日）は、アメリカ西部開拓時代のガンマン、騎兵隊斥候、探偵、賞金稼ぎ。ミズーリ州ノースエーストスコットランド郡の片田舎で600エーカーの土地を耕作するトーマス・A・ホーン・シニアとメアリー・アンとの間に、12人兄弟姉妹の第5子として生まれた。ジェロニモの投降に貢献したことで、一時、西部の英雄に祭り上げられたが、14歳の少年ウィリー・ニッケル (Willie Nickell) を殺害したとして、ワイオミング州シャイアンで絞首刑にされた。
故郷を出た16歳のホーンはアメリカの南西部に向かいアパッチ戦争にかかわった。彼は、1886年、ジェロニモが投降するまで、騎兵隊斥候として数々の戦いに参加し戦闘術や探索術を磨いた。アパッチ戦争終了後、経験を生かしてアリゾナ州ピンカートンなどで探偵業を営み、牛泥棒やアウトローの捕縛活動に従事した。
当時、アメリカは高度成長期を迎え、産業・社会制度が著しく変化し、昔ながらの方法は通用しなくなりつつあった。目的のためには手段を選ばないホーンの荒っぽいやり方に、まゆをひそめる市民が増加していた。そうした中、1901年7月18日、未成年のウィリー・ニッケルがライフル銃で射殺された。かなり遠方から正確な狙撃を受けていたことから、銃に熟練しているホーンが容疑者として浮かび、目撃証言も重なって彼は逮捕された。裁判の結果、死刑を宣告され助命嘆願もむなしく、1903年11月20日、刑が執行された。